# 이르판 알리
모하메드 이르판 알리(영어: Mohamed Irfaan Ali, 1980년 4월 25일~)는 가이아나의 정치인으로, 2020년 8월부터 가이아나의 대통령을 맡고 있다. 알리는 가이아나의 첫 무슬림 대통령이며, 누오르 하사날리에 이어 서반구에서 두 번째 이슬람 국가 원수가 되었다.
알리는 2020년 3월 총선에서 인민진보당의 대통령 후보가 되기 전 국회의원과 주택부 장관을 지냈다. 그는 수 개월간의 선거의 무결성과 심지어 모든 투표용지의 재검표에 관한 법적 난제 끝에 2020년 8월 2일 가이아나의 제10대 대통령으로 취임했다.

## 어린 시절 및 교육
알리는 가이아나 에세키보아일랜즈웨스트데메라라주에 있는 레오노라의 인도계 가이아나인 무슬림 가정에서 태어났다. 두 명의 교육자와 두 아들 중 한 명의 자녀인 알리는 또한 그의 형성기의 많은 시간을 레관 섬에서 보냈다. 그는 레오노라 보육원 및 초등학교와 코넬리아 이다 소학교의 과거 학생이다. 알리는 가이아나의 조지타운에 있는 세인트 스타니슬라우스 대학교에서 중등교육을 받았다. 그는 서인도 제도 대학교에서 도시 및 지역 계획 박사 학위를 받았다.

## 직업 경력
알리는 재정부에서 캐리비안 개발 은행의 프로젝트 구현 유닛의 프로젝트 매니저와 주 기획 사무국에서 수석 기획자로 근무했다.